# Andinophryne colomai
Andinophryne colomai är en groddjursart som beskrevs av Marinus S. Hoogmoed 1985. Andinophryne colomai ingår i släktet Andinophryne och familjen paddor. IUCN kategoriserar arten globalt som akut hotad. Inga underarter finns listade i Catalogue of Life.